# 球首絲鰕虎魚
球首絲鰕虎魚（学名：Cryptocentrus bulbiceps），为輻鰭魚綱鱸形目鰕虎亞目鰕虎科絲鰕虎魚屬下的一个种，為熱帶海水魚，分布於西太平洋澳洲海域，棲息在底層水域，生活習性不明。

## 扩展阅读
- 維基物種上的相關：球首絲鰕虎魚